# OH 13
OH 13, anche noto come Cenerentola,  sono i resti fossili di una mascella appartenente a un Homo habilis, ritrovati nel 1963 nella Gola di Olduvai, in Tanzania, da J. Mbuika.

## Descrizione
Il fossile è datato a 1,6 milioni di anni fa, ed è attribuito ad un esemplare giovane femmina. Il volume del cranio è stato stimato in 500. 